# Пенковець
Пенковець (пол. Pękowiec) — село в Польщі, у гміні Конецполь Ченстоховського повіту Сілезького воєводства.
У 1975-1998 роках село належало до Ченстоховського воєводства.